# Good Luck! Morning!
『Good Luck! Morning!』（グッドラック!モーニング!）はFM NACK5で2016年10月3日から放送されているラジオ番組。放送時間は月曜から木曜 6:00-9:00。
これまで、NACK5で最も長く続いた『WARMING-UP MUSIC』の放送枠を受け継ぎ、新しい生ワイド番組として再出発。
この番組では、「ハワイの朝」の雰囲気で「爽やかに」「セコセコと」進行していく生ワイド番組である。“Good Luck！ ”を合言葉に、どこか気乗りしない朝時間が「すこ～し軽やかな気持ち」になれるような放送を届けていく。
2023年4月7日から『レディオ ファントム』の後継番組として金曜版『Good Luck！Morning！- Friday -』がスタートした。パーソナリティは『Hit Hit Hit!!』から異動した柴田聡。

## パーソナリティ
- アロハ太朗
- 柴田聡（Good Luck! Morning! - Friday -・2023年4月 -）

アロハ太朗の夏休み期間、お休み期間の代打パーソナリティ
- 柴田聡(アロハ太朗の代理)(2021年8月4日、2022年1月26日、2024年12月26日)
- 鈴木ケイザブロー(2017年9月18日)
- 斉藤リョーツ(2017年9月19日、2020年9月30日)
- 小笠原聖(2017年9月20～21日、2018年10月24日、2019年10月24日、2022年1月25日、27日)
- 加藤暁(2018年10月22～23日)
- ドーキンズ英里奈(2019年10月21日)
- 野村浩二(江戸むらさき)(2019年10月22日)
- 保井ひろゆき(2019年10月23日、2020年9月29日、2022年1月24日、2024年12月25日)
- 黒木渚(2020年9月28日)
- 西村真二(2020年10月1日)
- 飯田里穂(2021年10月25日)
- 土屋礼央(2021年10月26日)
- 三戸なつめ(2021年10月27日)
- 山田ルイ53世(髭男爵)(2021年10月28日)
- くまきもえ(2022年10月3日)
- 溜口佑太朗(ラブレターズ)(2022年10月4日、2024年10月8日)
- 矢島ノブ雄(オシエルズ)(2022年10月5日)
- 鬼頭由芽(2022年10月6日)
- 小林アナ(2023年10月23日)
- 西田好孝(入間国際宣言)(2023年10月24日)
- 平井珠生(2023年10月25日)
- JOY(2023年10月26日、2024年10月10日)
- 石飛恵里花(2024年10月7日)
- 西岡大貴(2024年10月9日)

## コーナー
波活～ラジ＆ゴー
ラジオが好きな学生を応援する企画。応募対象は小学生から大学生、専門学校生と学生であれば参加可能。番組で定めた各シーズン(不定期)で、学生と番組スタッフが事前打ち合わせの上で制作した5分程度のラジオ番組を制作し、コーナー内で放送する。
一言伝言板
些細な一言、ショートメッセージを紹介するコーナー。
Today's トレンドEYE(月～木・デンキチ提供)
今、何が人気なのか、何が売れているのか、番組独自の視点で話題のトレンドを紹介する。各曜日ごとにテーマが定められている。
2025年1月現在のテーマは下記の通り。
- - 月曜日：「グルメ」
  - 火曜日：「アイテム」
  - 水曜日：「音楽」
  - 木曜日：「遊び」

昨日、家に帰ったら...(月～木・住協提供)
リスナーから届いた「昨日、家に帰ったらこんなことがあった」という出来事のメッセージを紹介する。
しりとリクエスト(月～木)
曲のタイトルの語尾をしりとり形式で繋いでいくリクエストコーナー。

## タイムテーブル

### 月～木曜日
6時台
- 6:00 オープニング
- 6:07 NACK5 NEWS（月 - 水曜：吉江まりも・木曜：楠紗友里）
- 6:10 NACK5 TRAFFIC (九段センター)
- 6:12 NACK5 WEATHER (天気予報)
- 6:20 朝刊ニュースフラッシュ『今朝の朝刊をチェック』
- 6:40 NACK5 TRAFFIC (名糖運輸・ヒューテックノオリン提供・九段センター)
- 6:43 NACK5 WEATHER
- 6:47 一言伝言板
- 6:50 - 7:00 箱番組『REDs My Life』- 伊藤永夏 (埼玉縣信用金庫・堀川産業提供)

7時台
- 7:00 NACK5 NEWS (富士住建提供)
- 7:04 NACK5 TRAFFIC（九段センター）
  - 月曜日提供：日輸車両
  - 火曜日提供：エイチワン
  - 水曜日提供:クローバーランドカーズ
- 7:06 NACK5 WEATHER
- 7:15 エコノモーニング
  - 月曜日：荒木正人・広瀬圭一(両者ともに隔週出演)
  - 火曜日：鈴木亮
  - 水曜日：小幡績
  - 木曜日：庄司昌彦
- 7:35 Today's トレンドEYE (デンキチ提供)
- 7:45 NACK5 TRAFFIC (アサヒロジスティクス提供・さいたまセンター)
- 7:48 NACK5 WEATHER(高純度化学研究所提供)
- 7:50 Beautiful Words『著名人が発した「名言」「素敵な言葉」』（埼玉トヨタ提供）

8時台
- 8:00 NACK5 NEWS(富士住建提供)
- 8:03 NACK5 TRAFFIC (トヨタ勝又グループ提供：さいたまセンター)
- 8:05 昨日、家に帰ったら…『あなたの昨夜の出来事、教えてください』(住協提供)
- 8:10「しりとリクエスト」
- 8:15「朝情報★埼玉」(埼玉県提供)
- 8:25 NACK5 TRAFFIC (松永建設提供・さいたまセンター)
- 8:28 NACK5 WEATHER (川口技研提供)
- 8:31 - 8:38 箱番組『宇都美慶子 笑顔でスタート』- 宇都美慶子
- 8:38 メッセージ紹介
- 8:45 NACK5 TRAFFIC(九段センター)
- 8:48 NACK5 WEATHER(武蔵野銀行提供)
- 8:50 メッセージ紹介
- 8:55 エンディング

### 金曜日
6時台
- 6:00 オープニング
- 6:07 NACK5 NEWS (楠紗友里)
- 6:10 NACK5 TRAFFIC (九段センター)
- 6:12 NACK5 WEATHER (天気予報)
- 6:21 朝刊ニュースフラッシュ
- 6:40 NACK5 TRAFFIC (名糖運輸・ヒューテックノオリン提供・九段センター)
- 6:42 NACK5 WEATHER
- 6:50 - 7:00 箱番組『REDs My Life』- 伊藤永夏 (埼玉縣信用金庫・堀川産業提供)

7時台
- 7:00 NACK5 NEWS（日輸車両提供）
- 7:04 NACK5 TRAFFIC (アサヒロジスティクス提供・九段センター)
- 7:06 NACK5 WEATHER
- 7:28 クチコミ！ピンスポタウン
- 7:35 歯ッピー！Morning！-friday- (きぬた歯科提供) - 柴田聡・きぬた泰和
- 7:45 NACK5 TRAFFIC (新生オートプラザ提供・さいたまセンター)
- 7:47 NACK5 WEATHER
- 7:50 たますぽ

8時台
- 8:00 NACK5 NEWS
- 8:03 NACK5 TRAFFIC (トヨタ勝又グループ提供・さいたまセンター)
- 8:07 考察！グッドラック写真館
- 8:15「朝情報★埼玉」(埼玉県提供)
- 8:26 NACK5 TRAFFIC (松永建設提供・さいたまセンター)
- 8:28 NACK5 WEATHER (川口技研提供)
- 8:31 Money's COACH (フィナンシャルクリエイト提供) - 柴田聡・占部義弥(WELL COACH店長)、高塚大弘(不定期出演)
- 8:45 NACK5 TRAFFIC(九段センター)
- 8:47 NACK5 WEATHER(武蔵野銀行提供)